# Daniel Tellander
Daniel Tellander (* 6. Juli 1983 in Stockholm) ist ein ehemaliger schwedischer Handballspieler. Er spielte zuletzt in der schwedischen Elitserien bei Alingsås HK.

## Karriere
Seine Karriere begann Tellander beim schwedischen Club HK Silwing/Troja. Anschließend spielte er bei Handens HK und den Stockholmer Vereinen Hammarby, Söder und Djurgården; bei letzterem debütierte er in der ersten schwedischen Liga, stieg aber 2006 ab. Daraufhin wechselte er zu Alingsås HK. Dort spielte er in der schwedischen Eliteliga und war mit durchschnittlich sechs Toren pro Begegnung einer der torgefährlichsten Spieler. Um Tellander hatten sich mehrere Vereine in Deutschland und Spanien bemüht, bevor er am 11. August 2007 bei MT Melsungen seinen Vertrag unterschrieb. In Melsungen spielt er auf Linksaußen. Im Sommer 2010 verließ Tellander Melsungen und schloss sich Borås HK. Im Sommer 2011 kehrte er zu Alingsås zurück. Mit Alingsås gewann er 2014 die schwedische Meisterschaft. Im Jahre 2018 beendete er seine Karriere.
Daniel Tellander stand im erweiterten Aufgebot der Schwedischen Nationalmannschaft für die Handball-Europameisterschaft 2014 in Dänemark. Er bestritt bisher 16 Länderspiele, in denen er 35 Tore erzielte.